# Perdicella fulgurans
Perdicella fulgurans е изчезнал вид коремоного от семейство Achatinellidae.

## Разпространение
Видът е бил ендемичен за Хаваите в САЩ.